# RK Slatina
Rukometni klub Slatina (RK Slatina, Slatina) je muški rukometni klub iz Slatine, Virovitičko-podravska županija.

## O klubu
Rukometni klub u tadašnjoj Podravskoj Slatini je osnovan 1954. godine pod nazivom RK "Partizan". Klub se kasnije preimenuje u RK "Slatina". Klub je u sezoni 1971./72. ušao u Jedinstvenu hrvatsku ligu. 1976. godine osvaja prvenstvo SR Hrvatske, te se plasira u Drugu saveznu ligu, u kojoj igra tri sezone. Do raspada SFRJ klub je uglavnom igrao u Hrvatskoj regionalnoj ligi - Istok. Do 1985. godine je klub tri puta osvojio Zimsko prvenstvo Hrvatske u Slavonskoj regiji, te je četiri puta bio prvak Hrvatske regionalne lige Istok, odnosno Slavonske regionalne lige. 
 
Osamostaljenjem Hrvatske, klub se natjecao u 1. B ligi, 2. HRL i 3. HRL. U sezonama 2008./09. i 2009./10. je bio član Dukat 1. HRL, a kasnije u 2. HRL Sjever, te od sezone 2016./17. u 2. HRL Istok. 
Pri klubu je od 1955. do 1975. godine djelovala i ženska ekipa. 

## Uspjesi
Prvenstvo SR Hrvatske
- prvak: 1976.

## Poznati igrači
- Goran Perkovac

## Unutrašnje poveznice
- Slatina
- ŽRK Slatina

## Vanjske poveznice
- skola-rukometa-slatina.webnode - Škola Rukometa Slatina - škola rukometa za RK "Slatinu"
- RK Slatina, facebook stranica
- furkisport.hr/hrs, Slatina, rezultati po sezonama
- sportilus.com, Rukometni klub Slatina